# Шмуель Шореш
Шмуель Шореш (івр. שמואל שורש при народженні Штернберг; 11 січня 1913, Рівне, Волинська губернія, Російська імперія — 13 листопада 1981, Ізраїль) — ізраїльський політик, депутат кнесету 3-6 скликань.

## Біографія
Народився 11 січня 1913 року в Рівному. Батьки — Яків Штернберг і Ципора, уроджена Буслик.
У 1924 році Штернберги емігрували в Ізраїль, оселившись у Бальфурії. Навчався в Івритській школі «Реалі» в Хайфі.
1927 року Шореш вступив до молодіжного руху «Ха-ноар ха-овед ве-ха-ломед». Брав участь у Гаґані.
У 1934 році був призначений представником Сільськогосподарського центру Гістадрута в поселенні Магдіель. У тому ж році одружився з Ханне Бен-Давид.
Один із засновників мошава Бейт-Шеарим у 1936 році. У 1945 році Шмуель Шореш був обраний головою регіональних рад Нахалаль та Кішон. Через три роки був обраний до секретаріату мошавного руху.
У 1951 році брав участь у 23-му Всесвітньому сіоністському конгресі в Єрусалимі.
У 1953 році Шореш очолив економічний відділ у Міністерстві сільського господарства Ізраїлю. Через два роки вперше обраний депутатом кнесету.
Обирався в кнесет чотири рази, працював в економічному відділі фінансової комісії, комісії з внутрішніх справ, а також домашньої комісії кнесету.
Публікував статті з питань сільського господарства, економіки, законодавства та кооперації у виданнях «Давар» та «ха-Поель ха-Цаїр».
Помер 13 листопада 1981 року в Ізраїлі.